# Артёмовская ТЭЦ (Приморский край)
Артёмовская ТЭЦ (ранее Артёмовская ГРЭС им. С. М. Кирова) — тепловая электростанция в городе Артём, Приморский край. Входит в состав филиала «Приморская генерация» АО «Дальневосточная генерирующая компания».

## Конструкция станции
Артёмовская ТЭЦ представляет собой тепловую паротурбинную электростанцию с комбинированной выработкой электроэнергии и тепла. Установленная мощность электростанции — 400 МВт, тепловая мощность — 300 Гкал/час. Станция работает по тепловому графику с конденсационной догрузкой в летний период. Годовое число часов использования установленной электрической мощности составляет 5500-6000 ч. Тепловая схема станции выполнена с поперечными связями по основным потокам пара и воды.
В качестве топлива используются каменные угли месторождений Приморского края и угли других регионов: ургальского, черемховского, нерюнгринского, хакасского, кузнецкого, уртуйского.
Основное оборудование станции включает 4 турбоагрегата мощностью по 100 МВт:
- турбоагрегат № 5 в составе турбины КТ-115-8,8-2 с генератором ТВФ-100, введён в 2000 году;
- турбоагрегат № 6 в составе турбины КТ-115-8,8-2 с генератором ТВФ-100, введён в 2004 году;
- турбоагрегат № 7 в составе турбины К-100-90-6 с генератором ТВФ-100, введён в 1966 году;
- турбоагрегат № 8 в составе турбины К-100-90-6 с генератором ТВФ-100, введён в 1967 году.

Пар для турбин (давление 100 кгс/см², температура 530°С) вырабатывают 8 котлоагрегатов БКЗ-220-100ф производительностью 220 т/ч каждый. Система охлаждения оборотная с градирнями, для водоснабжения станции используется водозаборный узел на реке Артёмовка, а также водохранилище на реке Кучелинова падь. Выдача электроэнергии и мощности станции в энергосистему производится через открытые распределительные устройства (ОРУ) напряжением 220, 110 и 35 кВ по следующим линиям электропередачи:
- КВЛ 220 кВ Артёмовская ТЭЦ — ПС Аэропорт;
- ВЛ 220 кВ Артёмовская ТЭЦ — Владивостокская ТЭЦ-2;
- ВЛ 220 кВ Артёмовская ТЭЦ — ПС Береговая-2;
- ВЛ 110 кВ Артёмовская ТЭЦ — ПС Уссурийск-1;
- ВЛ 110 кВ Артёмовская ТЭЦ — ПС Смоляниново-тяговая;
- ВЛ 110 кВ Артёмовская ТЭЦ — ПС Муравейка;
- ВЛ 110 кВ Артёмовская ТЭЦ — ПС Шахта-7;
- ВЛ 110 кВ Артёмовская ТЭЦ — ПС Промузел;
- ВЛ 110 кВ Артёмовская ТЭЦ — ПС Западная — ПС Кролевцы — ПС Штыково (2 цепи);
- ВЛ 35 кВ Артёмовская ТЭЦ — ПС Шахтовая;
- ВЛ 35 кВ Артёмовская ТЭЦ — ПС Птицефабрика;
- ВЛ 35 кВ Артёмовская ТЭЦ — ПС Мебельная фабрика;
- ВЛ 35 кВ Артёмовская ТЭЦ — ПС Шкотово;
- ВЛ 35 кВ Артёмовская ТЭЦ — ПС Суражевка.

Сооружения и оборудование Артёмовской ТЭЦ
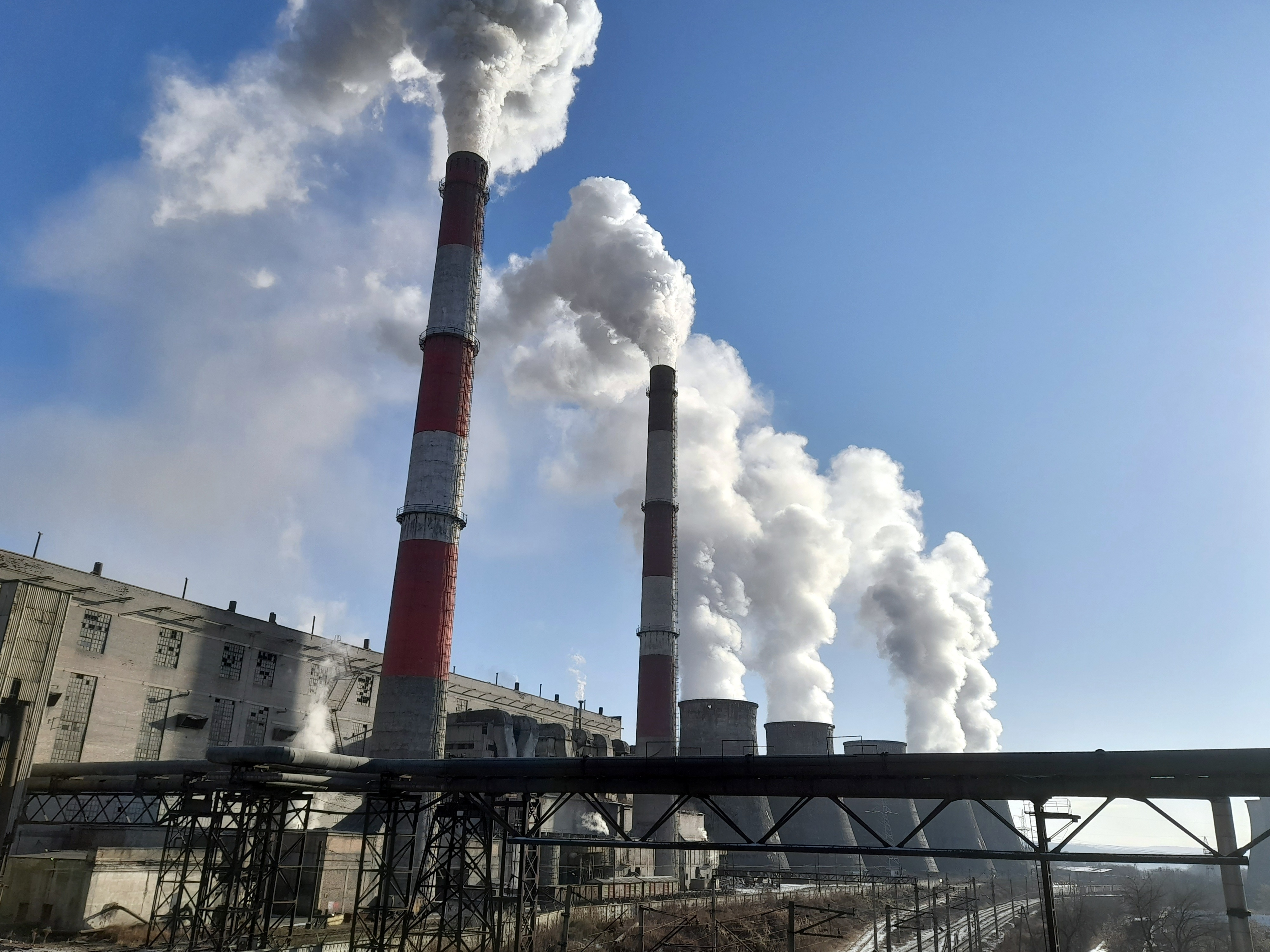
Панорама станции
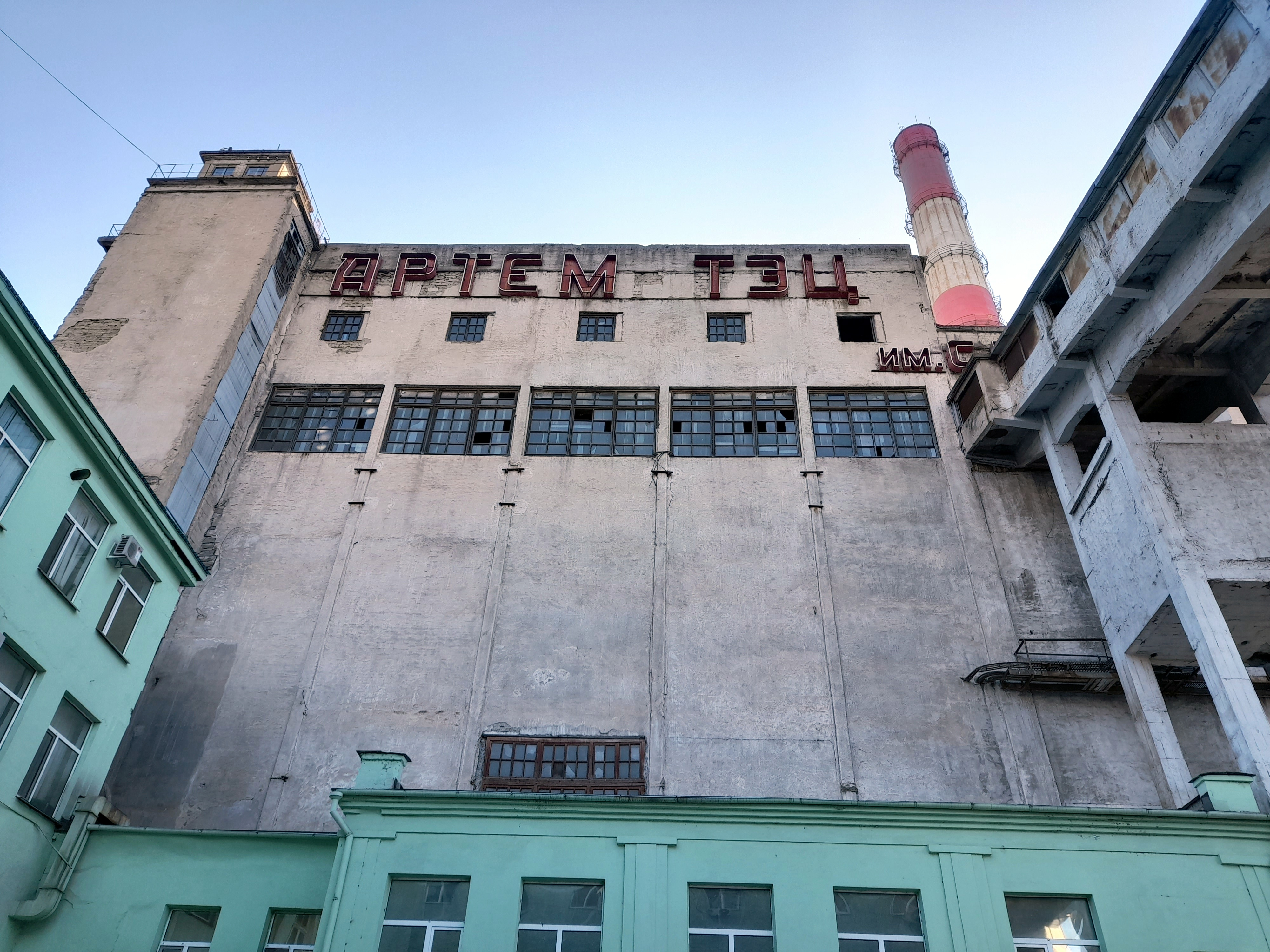
Здание ТЭЦ
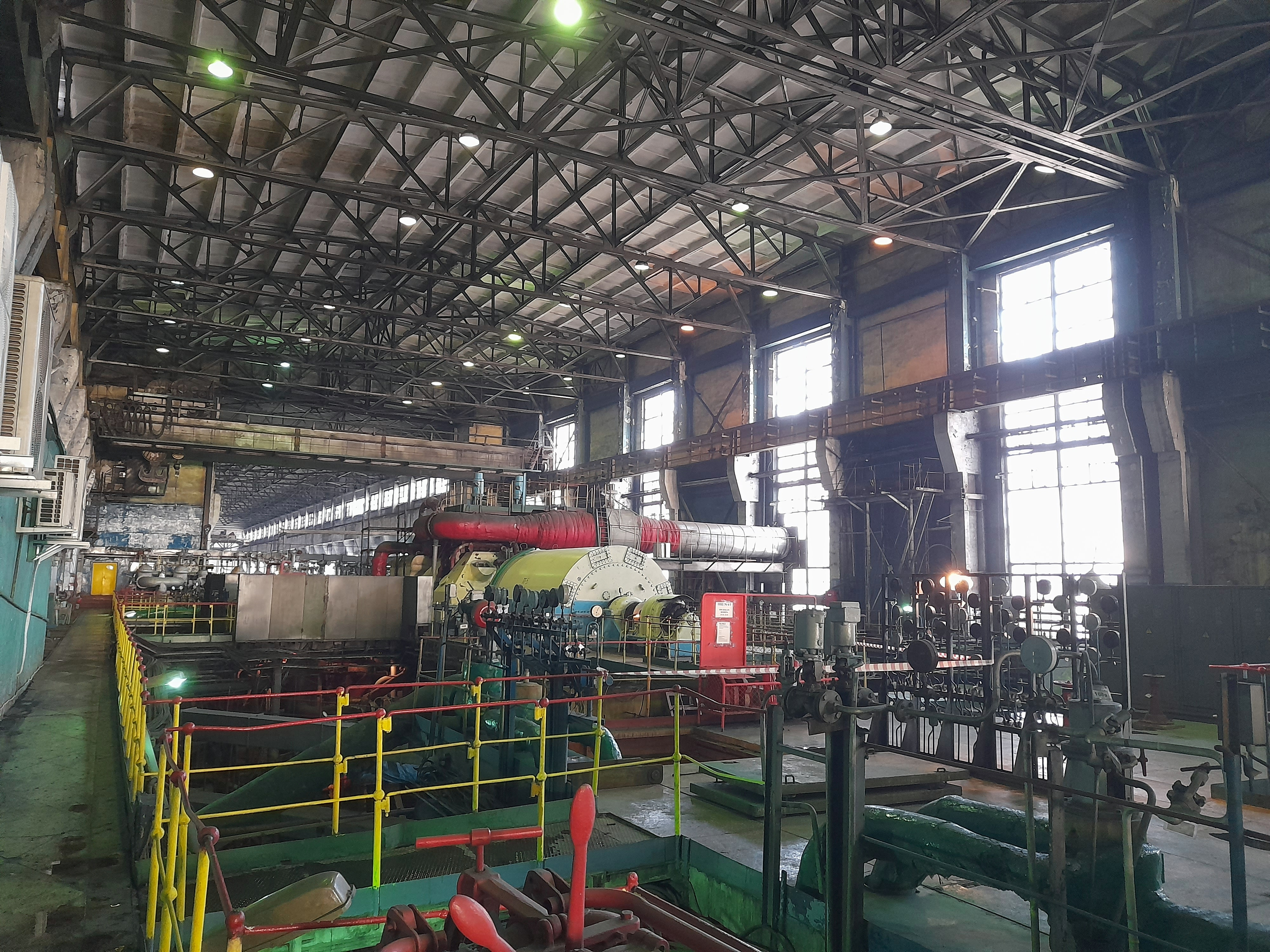
Турбинный зал
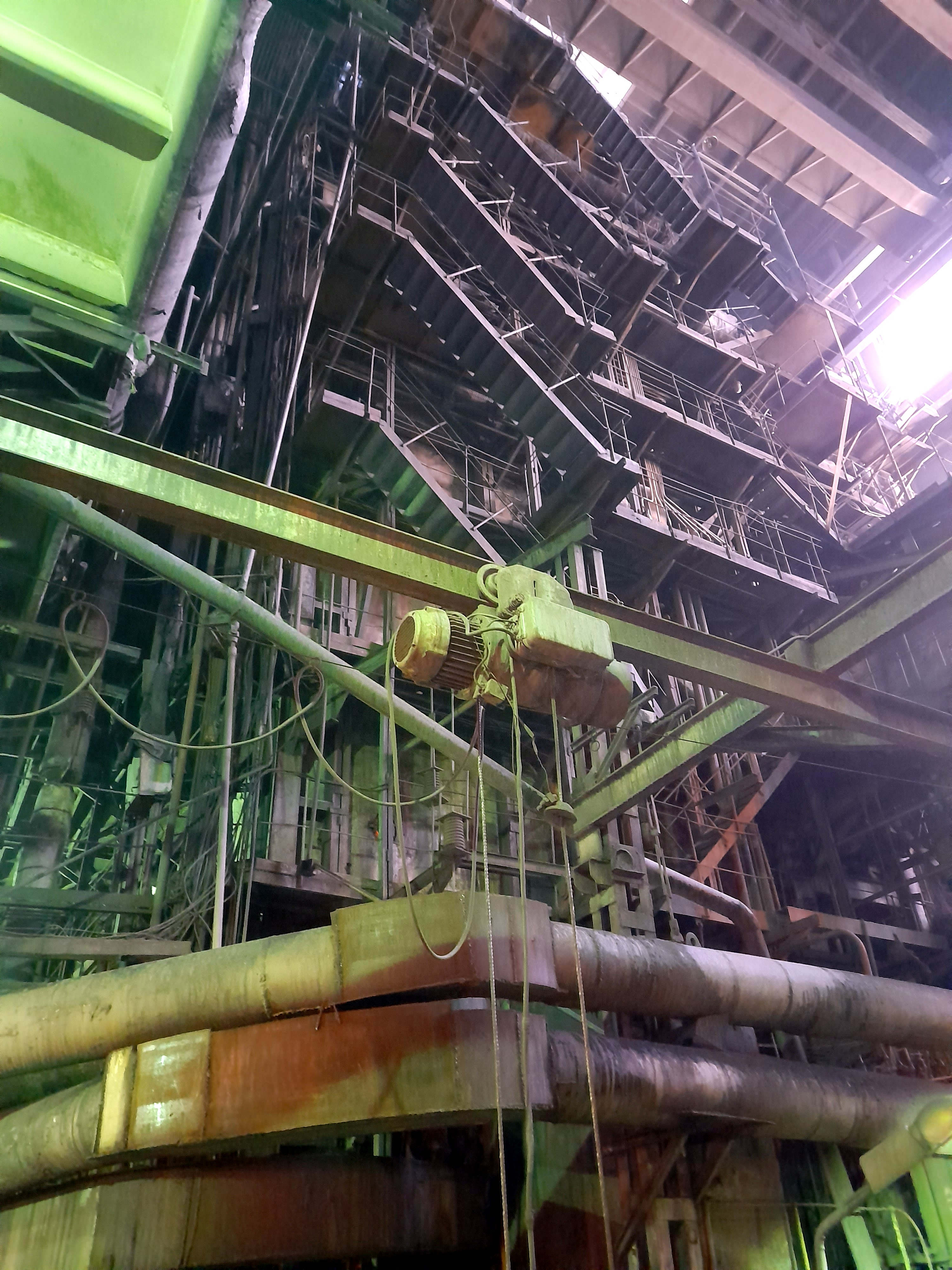
Котлоагрегат
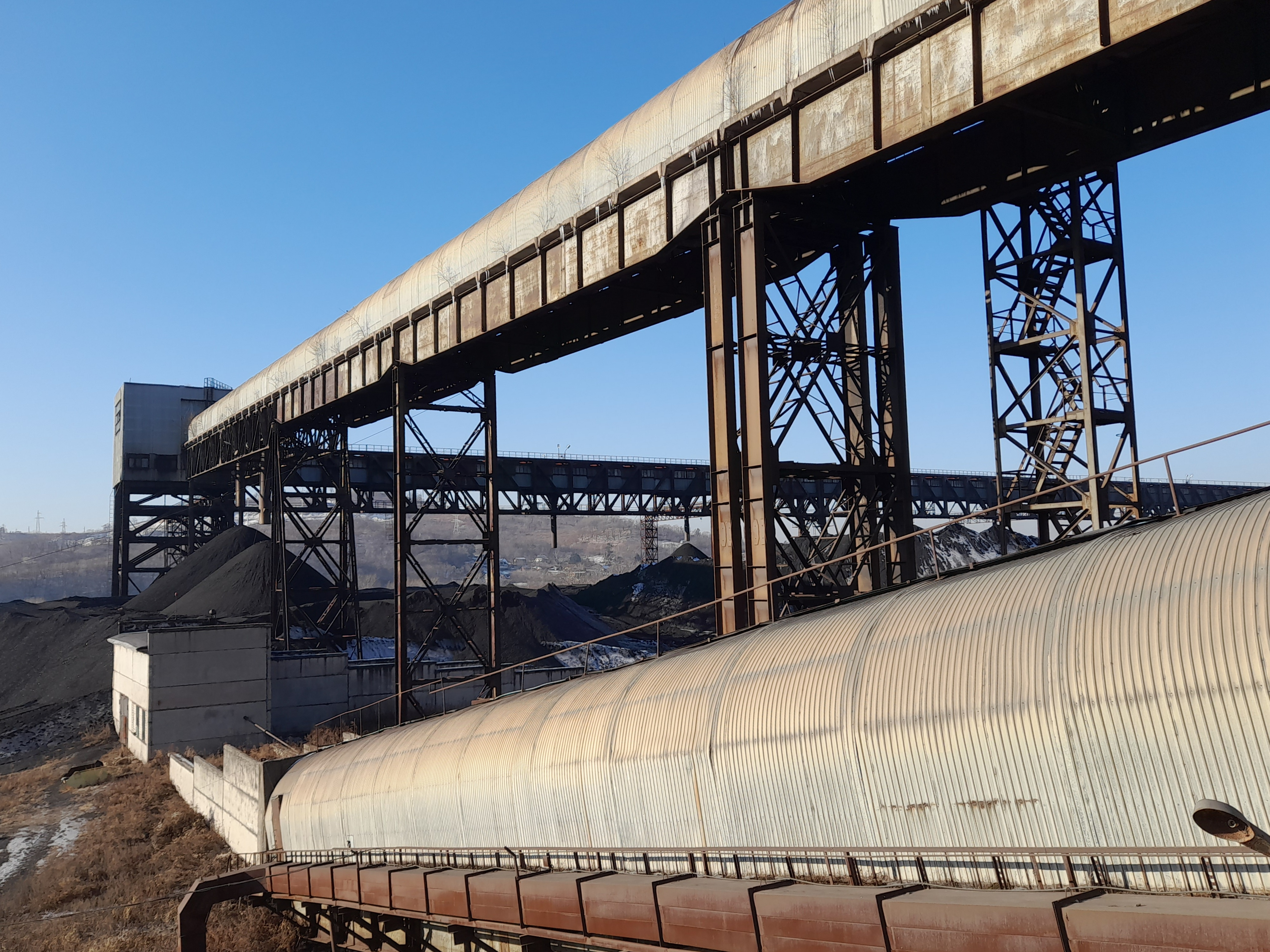
Топливоподача
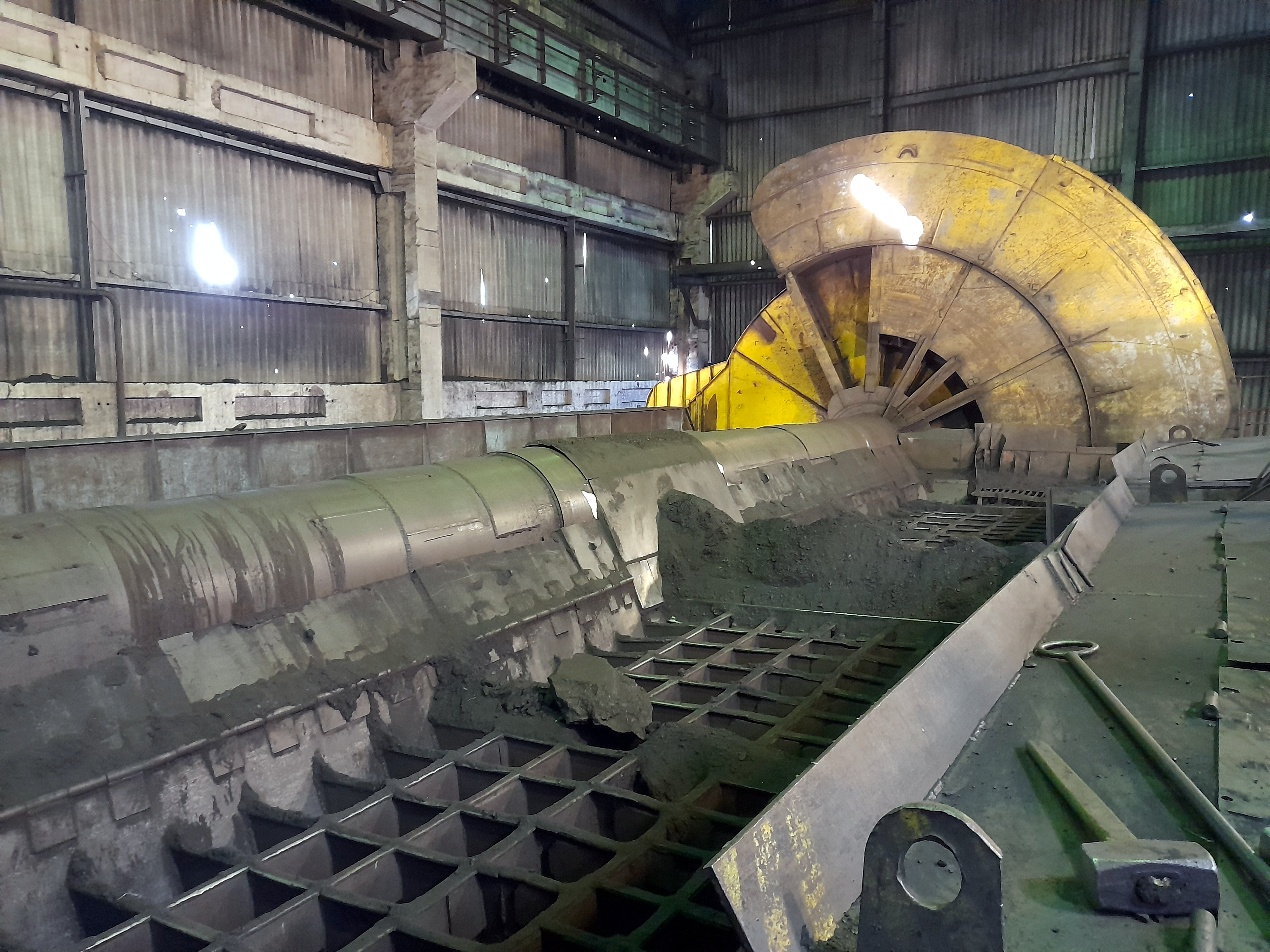
Вагоноопрокидыватель
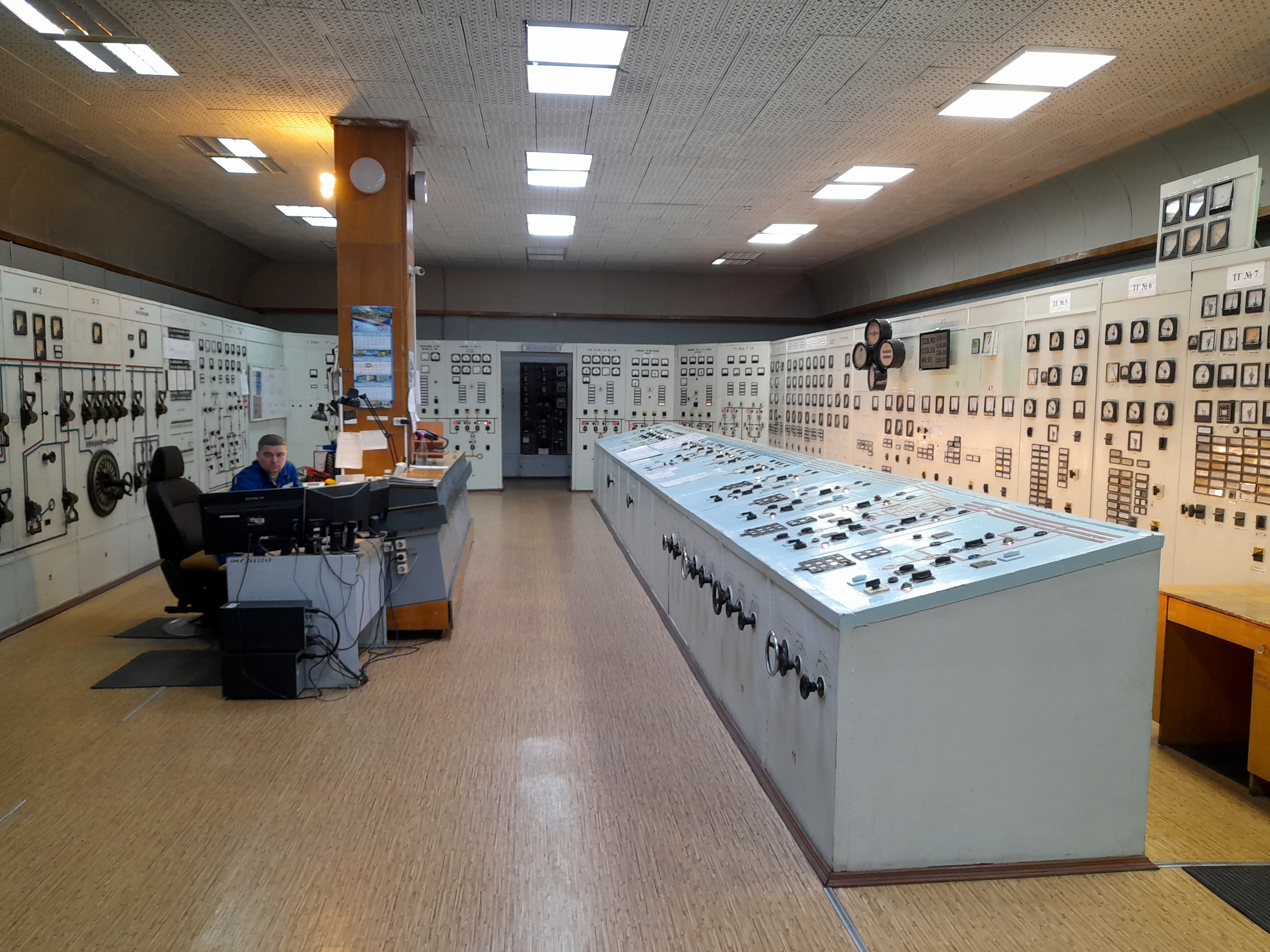
Центральный пульт управления

## История строительства и эксплуатации
К концу 1920-х годов в Владивостоке, Артеме и других городах Приморья начал ощущаться острый недостаток электроэнергии, тормозивший развитие промышленности. Владивостокская ТЭЦ-1 и другие небольшие электростанции не могли справиться с этой задачей, в связи с чем в 1930 году было принято решение о строительстве  вблизи угольных разработок Артема мощной тепловой электростанции. Проектирование Артемовской ГРЭС было завершено в 1931 году и началось строительство, которое велось с широким использованием ручного труда. Одновременно началось строительство угольных шахт 3-ц и 6-бис на бывших Артёмовских копях. На ГРЭС изначально была установлена  паровая турбина мощностью 24 МВт. Первый турбогенератор Артёмовской ГРЭС запущен в работу 7 ноября 1936 года. В 1938 году вступила в строй первая на Дальнем Востоке воздушная линия электропередачи напряжением 110 кВ до Владивостока, в 1946 году — до Уссурийска, в 1954 году — до Находки. Вместе с Владивостокской электростанцией ВГЭС-1 (ныне ТЭЦ-1) электростанция стала основой энергосистемы «Дальэнерго».
Во время Великой Отечественной войны половину персонала ГРЭС составляли женщины, были и подростки, однако электростанция работала бесперебойно. Уголь из вагонов приходилось разгружать вручную. Коллективу ГРЭС 26 раз присуждалось переходящее Красное Знамя Государственного Комитета Обороны. За безаварийную работу по обеспечению электроэнергией в 1946 году это Знамя было передано коллективу навечно.
В 1953 году мощность ГРЭС была доведена до 100 МВт. В то время это была самая крупная станция на Дальнем Востоке. В 1961—1969 годах были установлены 8 барабанных паровых котлов БКЗ-220-100ф Барнаульского котельного завода и 4 паровых турбины К-100-90 ЛМЗ. В 1982—1985 годах на двух турбинах (станционные номера № 5 и 6) была проведена реконструкция с переводом их в теплофикационный режим. Электростанция сменила название на Артёмовскую ТЭЦ.
В 2000—2004 годах проведена замена турбин на турбоагрегатах № 5 и 6, без замены генераторов. В 2005 году были выведены из эксплуатации два котлоагрегата среднего давления фирм «Комбайшн» и «Бабкок и Вилькокс». В 2008 году проведена реконструкция котлоагрегата № 6 БКЗ-220-100ф с заменой поверхностей нагрева котла, тягодутьевых и золоулавливающих установок, благодаря чему располагаемая электрическая мощность станции достигла 400 МВт. Этот котёл, установленный в 1963 году, простоял на реконструкции из-за недостатка финансирования с 1999 года. Одновременно были модернизированы оросители градирен, увеличена емкость золошлакоотвала.
До 2007 года Артёмовская ТЭЦ входила в энергосистему (позже ОАО) «Дальэнерго», с 1 января 2007 года является структурным подразделением филиала «Приморская генерация» АО «ДГК».
Сооружения и оборудование станции устарели и достигли высокой степени износа, в связи с чем планируется постепенный вывод Артёмовской ТЭЦ из эксплуатации. Для замещения её мощностей запланировано строительство Артёмовской ТЭЦ-2 мощностью 440 МВт.

## Награды
- Юбилейный почётный знак ЦК КПСС, ПВС СССР, СМ СССР и ВЦСПС в ознаменование 50-летия образования СССР[4]

## Другие электростанции
Существует другая электростанция с тем же названием: Артёмовская ТЭЦ (Свердловская область).